# كلوديا يونغ
كلوديا يونغ (بالألمانية: Claudia Jung)‏ هي مغنية وسياسية وممثلة ألمانية، ولدت في 12 أبريل 1964 في ألمانيا. من الجوائز التي نالتها جائزة أمادايوس للموسيقى النمساوية ‏.

## أعمال

### أفلام
- (2014) فندق بودابست الكبير[6][7][8]

## جوائز
- جائزة أمادايوس للموسيقى النمساوية [الإنجليزية]‏

## وصلات خارجية
- كلوديا يونغ على موقع IMDb (الإنجليزية)
- كلوديا يونغ على موقع ميوزك برينز (الإنجليزية)
- كلوديا يونغ على موقع أول موفي (الإنجليزية)
- كلوديا يونغ على موقع أول ميوزيك (الإنجليزية)
- كلوديا يونغ على موقع ديسكوغز (الإنجليزية)
- كلوديا يونغ على موقع قاعدة بيانات الفيلم (الإنجليزية)